# Kreuzkirche (Bödigheim)

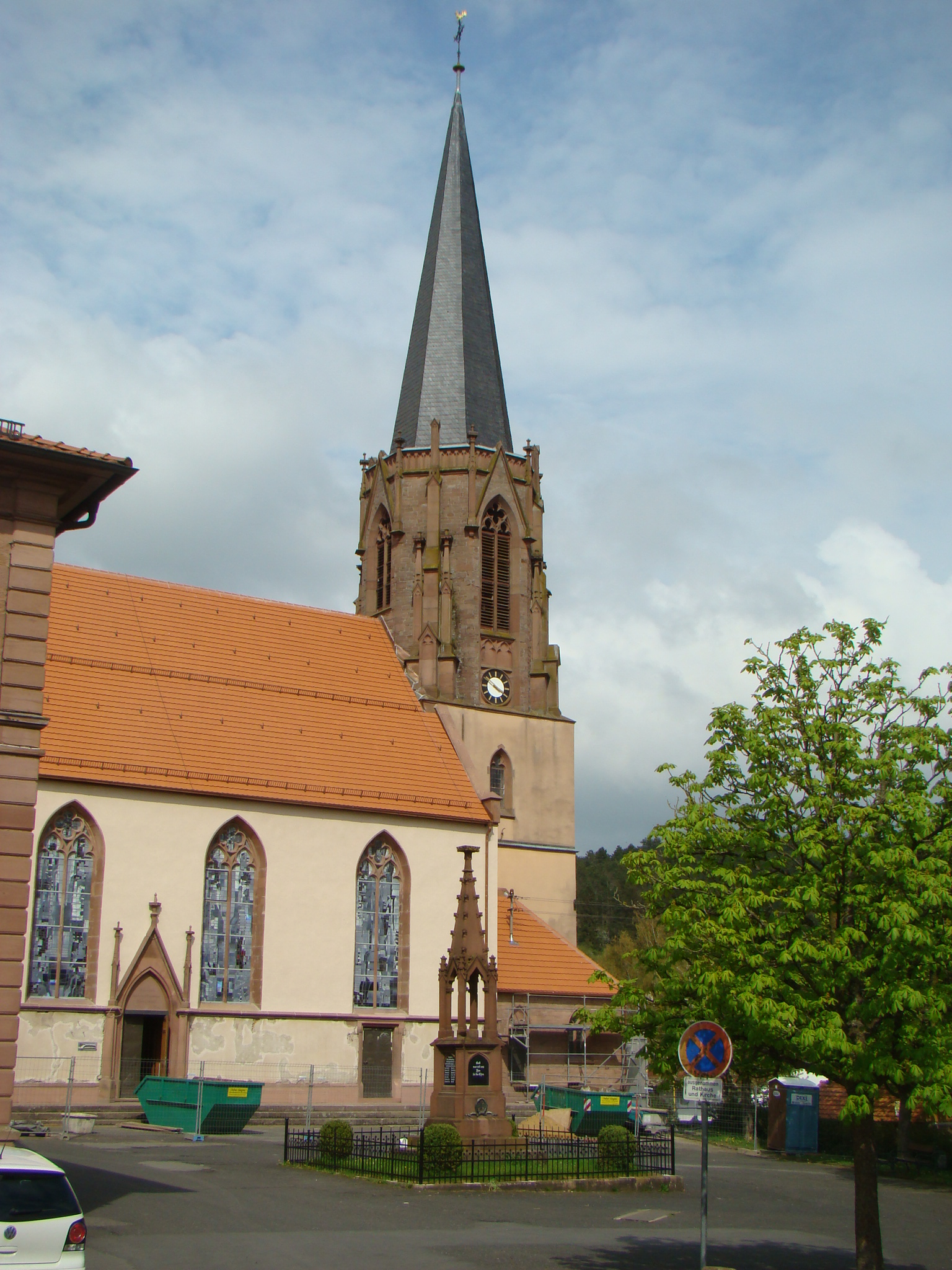
Kreuzkirche in Bödigheim

Die evangelische Kreuzkirche steht in Bödigheim, einem Ortsteil der Gemeinde Buchen im Neckar-Odenwald-Kreis in Baden-Württemberg. Das Bauwerk ist beim Landesamt für Denkmalpflege Baden-Württemberg als Baudenkmal eingetragen. Die Kirchengemeinde gehört zum Kirchenbezirk Adelsheim-Boxberg in der Evangelischen Landeskirche in Baden.

## Beschreibung
An den Chorturm auf quadratischem Grundriss aus dem 13. Jahrhundert wurde 1686 nach Westen das Langhaus mit vier Achsen angebaut. Die Saalkirche wurde 1888/89 im neugotischen Stil umgebaut. Dabei wurde der Chorturm um ein achteckiges Geschoss erhöht, das die Turmuhr und hinter den mit Maßwerk verzierten Klangarkaden den Glockenstuhl beherbergt. Er erhielt 1965 einen achtseitigen, schiefergedeckten Spitzhelm.
Im Chor befindet sich eine Grablege mit Epitaphien für Rüdt von Collenberg. Die Orgel wurde 1683 von Nikolaus Will gebaut.